# Norma Haydée Durango
Norma Haydée Durango (Doblas, La Pampa 20 de noviembre de 1952) es una política argentina, senadora nacional por la provincia de La Pampa entre 2015 y 2021.

## Carrera
Es profesora, titulada en la Universidad Nacional de La Pampa. Se desempeñó como vicegobernadora de la provincia de La Pampa durante el primer mandato de Carlos Verna (2003-2007) y el segundo de Oscar Mario Jorge (2011-2015).

### Actividad Legislativa
Forma parte de las comisiones de Relaciones Exteriores y Culto y Bicameral Permanente Interparlamentaria Argentino-Mexicana. Es vocal en las comisiones de Asuntos Administrativos, Economía Nacional e Inversión, Economías Regionales, Economía Social, Micro, Pequeña y Mediana Empresa, Educación y Cultura, Banca de La Mujer, Administradora de La Biblioteca del Congreso de la Nación. Fue elegida en el Senado como presidenta de la Comisión Bicameral de designación del Defensor de Niñas, Niños y Adolescentes.
Se pronunció a favor del proyecto de ley de Interrupción Voluntaria del Embarazo, presentado por décima vez ante el Parlamento Argentino por la Campaña Nacional por el Derecho al Aborto Legal, Seguro y Gratuito.